# Neufvilles
Pour l’article ayant un titre homophone, voir Neufville.
Neufvilles (en wallon Neuvile) est une section de la ville belge de Soignies, située en Région wallonne dans la province de Hainaut.
C'était une commune à part entière avant la fusion des communes de 1977. Le village est situé à l'ouest de Soignies et est parcouru par plusieurs ruisseaux dont celui de la Gageole qui est un affluent de la Senne.

## Étymologie
Le nom de Neufvilles trouve son origine dans le mot latin Novavilla signifiant « nouveau domaine agricole ».

## Géographie
Neufvilles est situé en milieu rural sur le plateau du Hainaut ce qui rend la zone assez plane. L'altitude varie entre 80 et 110 mètres. Le village est entouré de champs (betteraves, blé, maïs, pommes de terre, etc.). Du côté de Casteau, la zone appelée Neufvilles Gage est délimitée par des bois. Le centre du village se concentre autour de l'église Saint-Nicolas. La carrière du Clypot se trouve à l'est du village en direction de Soignies.

### Géologie
Le sous-sol de Neufvilles est constitué de couches datant du Tournaisien (Carbonifère), il y a environ 350 millions d'années. Cette couche est également visible dans les carrières de pierre bleue de la région de Soignies. La pierre calcaire (Teinte gris-bleu) est très dure et est appelée 'Petit Granit'. Elle est composée à plus de 93 % de CaCO3. C'est une excellente pierre de construction. Ces pierres ont été utilisées lors de la construction de grands édifices en Belgique (Palais des expositions du Heysel à Bruxelles, promenade en front de digue à La Panne, etc.).

## Évolution démographique
- Sources : INS, Rem. : 1831 jusqu'en 1970 = recensements, 1976 = nombre d'habitants au 31 décembre.

## Histoire

### Antiquité
Lors de fouilles sur le site du Gué du Plantin, on détermina deux périodes principales d'occupation : l'une néolithique et l'autre romaine. Neufvilles se trouvait sur la Chaussée Romaine dite plus tard Chaussée Brunehault qui allait de Bavay à Utrecht.

### Moyen Âge
En 979, le village est mentionné  dans une charte de donation faite par Godefroid le captif à l'abbaye Saint-Pierre de Gand. Depuis le Moyen Âge, le territoire fut partagé entre plusieurs seigneuries. Citons celles de Bagenrieux, Hasnon, Fellignies, et Godimont. La principale était celle des Chevaliers de Neufvilles qui passa plus tard à la famille d'Ittre.

### Époque moderne
Un quartier de la Gage s'est développé après l'inauguration de la ligne 96 des Chemins de fer de l'État belge reliant Mons à Bruxelles au milieu du XIXe siècle. Le village prospéra à la fin du XIXe siècle avec la création des industries carrières et verrières. La carrière de pierre bleue du Clypot est toujours exploitée.
Le 27 juin 1976, le train international reliant Amsterdam à Paris déraille à hauteur de Neufvilles à la suite d'un défaut d'aiguillage. L'accident fait 11 morts et 38 blessés.
Le 1er janvier 1977, le village fut rattaché à la ville de Soignies lors de la fusion des communes.

## Héraldique
|  | Blasonnement : De gueules, au chevron d'argent, accompagné de trois quintefeuilles du même. - Arrêté royal : 21 juillet 1923 |

## Liste des bourgmestres de 1830 à 1977
- Edmond Caulier, de 1885 à 1893, (Parti Catholique).

## Économie

### Transports
Neufvilles dispose d'une gare située sur la  ligne 96 d'Infrabel reliant Mons à Bruxelles.

### Soins de santé
Le village accueille le centre Reine Fabiola qui a pour vocation d'accueillir des personnes handicapées mentales, et qui leur propose notamment du travail adapté.

## Galerie

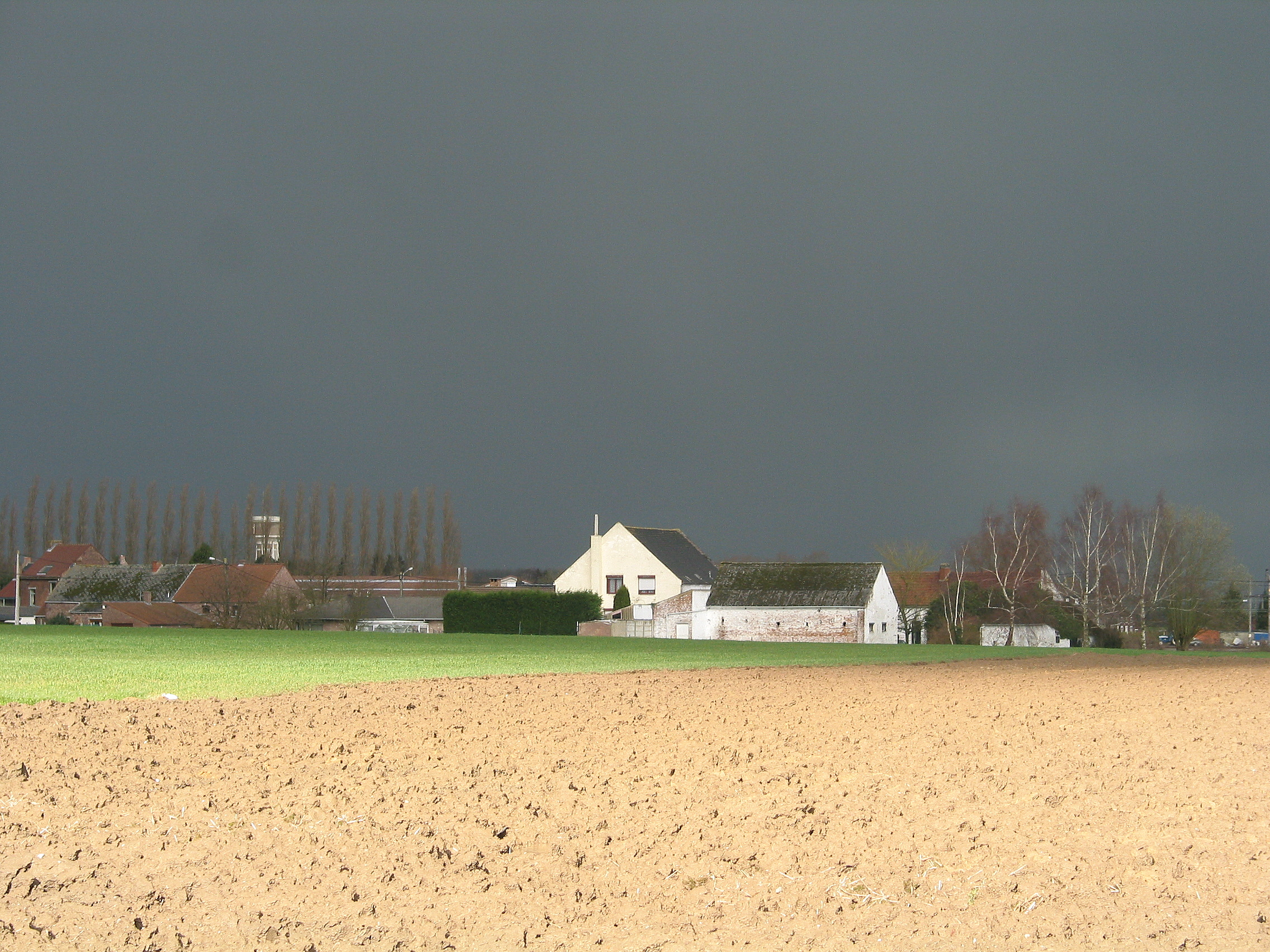
Le quartier de La Gage.
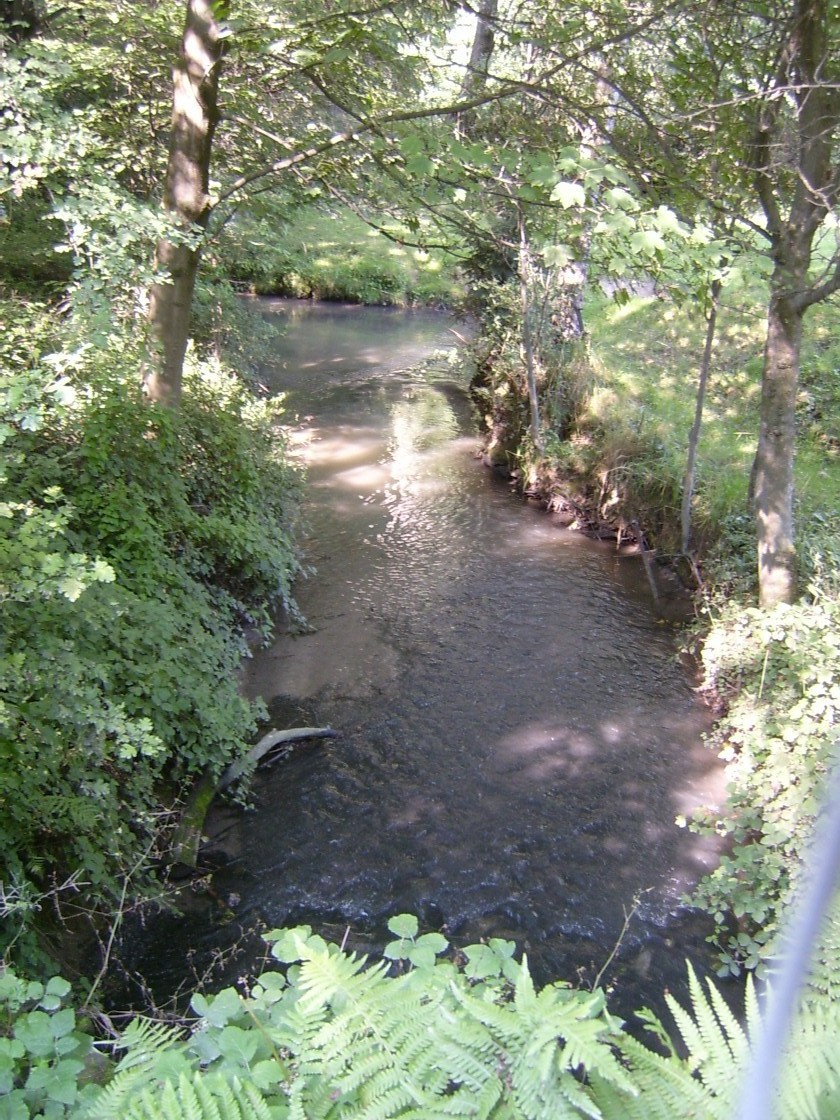
Le ruisseau La Gageole.
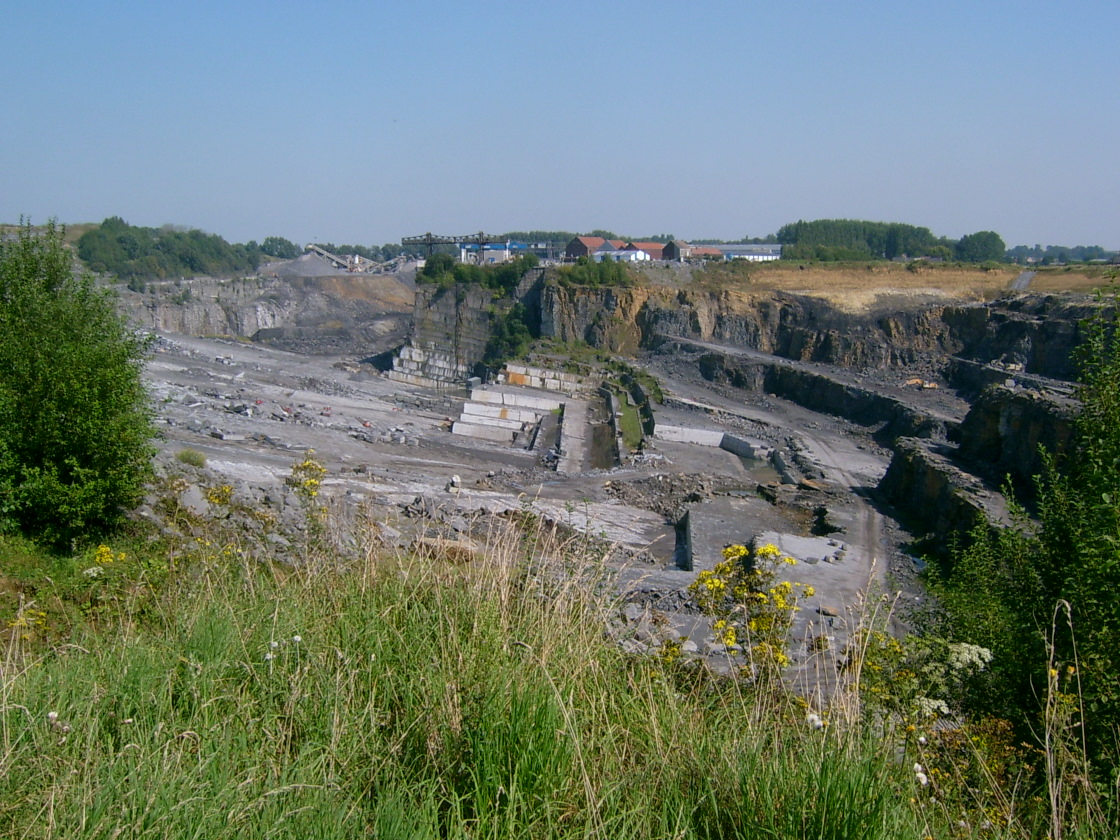
La carrière du Clypot (Pierre bleue).
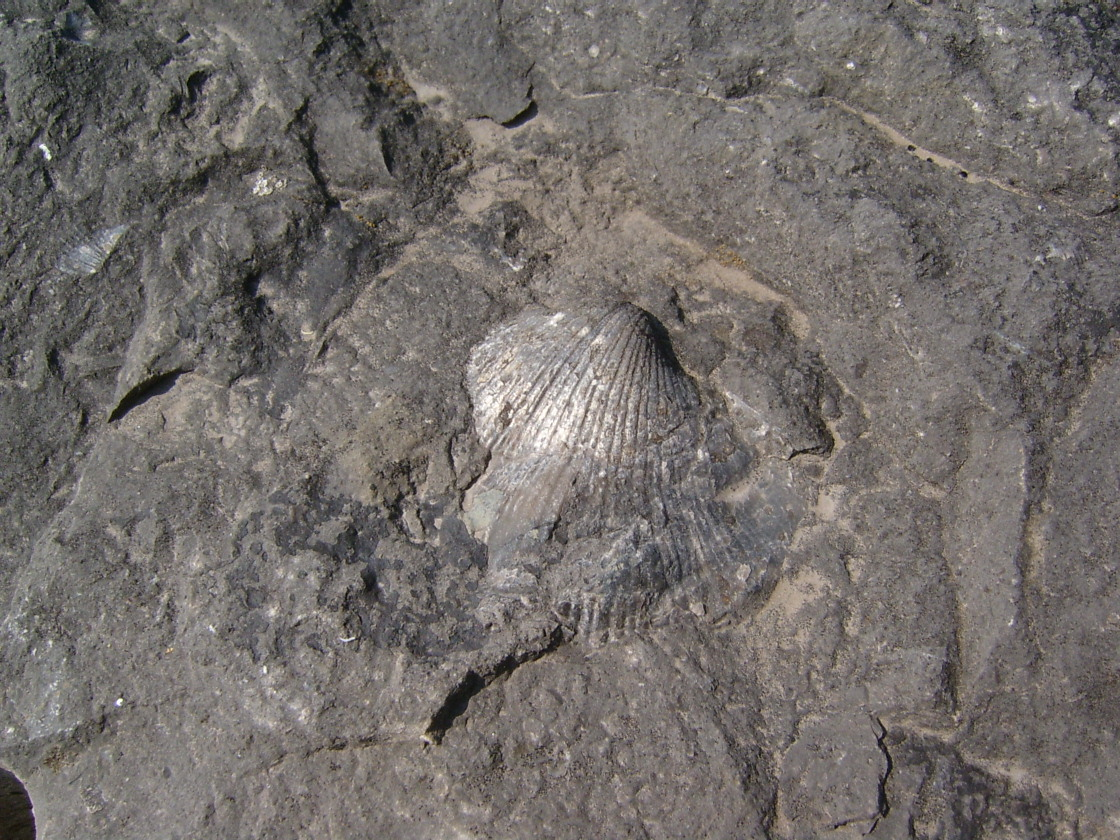
Fossile dans la pierre bleue de la carrière du Clypot.